# Kazimierz Glinka-Janczewski
Kazimierz Glinka-Janczewski (ur. 28 lutego 1799 w Dobarzu gmina Trzcianne, zm. 15 czerwca 1880 w Olszowie pow. tomaszowski) – polski leśnik, profesor i popularyzator leśnictwa, redaktor czasopisma naukowego Sylwan.

## Rodzina
Urodził się 28 lutego 1799 w kolonii Dobarz z ojca Piotra i matki  Katarzyny z d. Rafałko (w innych aktach Rafałowska). Janczewscy należeli do szlachty wiskiej herbu Trzaska, wywodzili się z Glinek, ale już w XV w. osiedli w Janczewie. Kazimierz miał trzech braci: Jana, Romualda i Wawrzyńca. Jan został nadleśnym powiatu łomżyńskiego, Romuald nadrachmistrzem guberni kaliskiej a Wawrzyniec rejentem warckim, kowalskim i włocławskim.
Był trzykrotnie żonaty: po raz pierwszy z Felicjanną Ewą Budkiewicz (ślub w 1828, Suwałki), z którą miał jedenaścioro dzieci (siedmioro zmarło w dzieciństwie), po raz drugi z wdową Pauliną Katarzyną Nieniewską z d. Kicińską (ślub w 1844, Niegów) – nie mieli dzieci, po raz trzeci z wdową Cecylią Piekarską z d. Arkuszewską (ślub w 1849, Brwinów), z którą miał czworo dzieci (jedno zmarło w dzieciństwie). Warto wymienić jego znanych wnuków: Jana Chełmińskiego, malarza (syna Kazimiery, córki z pierwszego małżeństwa) oraz Lucjana Malcza, bajończyka i Bolesława Malcza, członka Rady Stanu Królestwa Polskiego (synowie Marii Krystyny, córki z trzeciego małżeństwa).

## Życiorys
Rozpoczął naukę w szkole parafialnej w Goniądzu a następnie uczył się w gimnazjum białostockim, które ukończył w 1818. W tym samym roku wstąpił do Szczególnej Szkoły Leśnictwa w Marymoncie. Był wzorowym studentem pobierającym stypendium za wyniki w nauce. Studiował równolegle na Wydziale Prawa i Nauk Administracyjnych Uniwersytetu Warszawskiego, lecz studiów tych nie ukończył. Po studiach w r. 1820 poświęcił się karierze urzędniczej w administracji leśnej. W latach 1820–1823 praktykował przy naczelnym nadleśnym, baronie Juliuszu Brinkenie podczas urządzania lasów rządowych województwa mazowieckiego i sandomierskiego. W 1824 objął stanowisko asesora nadleśnego, później nadleśnego przy Komisji Województwa Augustowskiego w Suwałkach. W 1830 roku awansował na referendarza w Wydziale Lasów Komisji Rządowej Przychodów i Skarbu w Warszawie. W 1837 roku został tam starszym referentem, w 1846 naczelnikiem Sekcji Administracyjnej a w 1853 naczelnikiem Sekcji Leśnej. Było to wówczas najwyższe stanowisko w administracji leśnej Królestwa Polskiego. Wprowadzał w leśnictwie naukowe zasady racjonalnego urządzania i gospodarowania zasobami leśnymi. Jako ekspert był zatrudniany przy urządzaniu lasów łowickich, homelskich i oranienbaumskich.

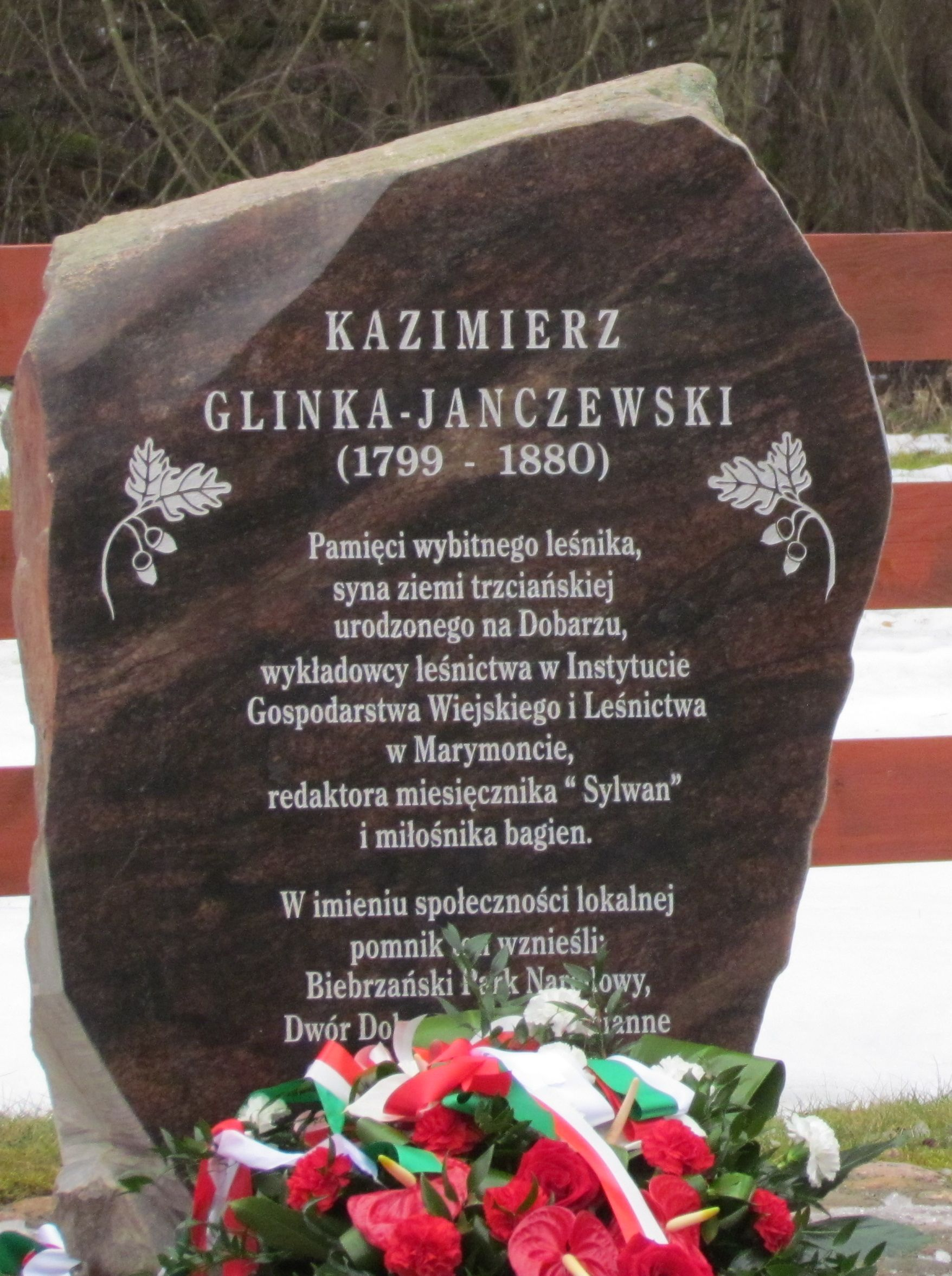
Kamień pamiątkowy w Dobarzu odsłonięty 19 lutego 2014 r.

Od 1837, kiedy to został zatrudniony jako profesor w swojej dawnej Alma Mater, wtedy już Instytucie Gospodarstwa Wiejskiego i Leśnictwa w Marymoncie, datuje się jego kariera pedagogiczna i naukowa. W latach 1840–1846 prowadził tam wykłady z „uprawy lasów”, a w okresie 1847–1857, „szacowania i oceniania lasów”. Był dobrym i powszechnie lubianym wykładowcą.
Wydał drukiem kilka publikacji w tym podręcznik „Nauka o torfie w całej rozciągłości praktycznie wyłożona” z 1840 r.  Z jego artykułu w Ziemianinie z 1843 r. pochodzi następujący, jakże aktualny cytat: 

Lecz gdy przez nieprzezorność lub nieograniczoną chęć zysków, zbytecznie lasy zmniejszą się, powstaje ztąd nietylko niedostatek drzewa, ale zgubna dla kraju ostrość klimatu, łatwość szerzenia się zarazy na ludzi i bydło, wycieńczenie ziemi przez wolne przeciągi mroźnego i suchego wiatru, wypalenie jej od słońca, wysychanie rzek i brak deszczów, tak dalece, ze wiele okolic teraz wyludnionych i do zamieszkania niesposobnych, stan swój wyniszczeniu lasów zdają się być winne.

W czasie powstania w 1830 r. wstąpił do Towarzystwa Patriotycznego i Gwardii Narodowej, lecz nie walczył czynnie. W latach 1836–1845 pracował jako redaktor w wychodzącym od 1820 r. czasopiśmie Sylwan. Dział również aktywnie w Towarzystwie Rolniczym KP, którego był członkiem honorowym.
Za swe zasługi został odznaczony orderem św. Stanisława III klasy.
W 1861 przeszedł na emeryturę w randze radcy kolegialnego. W 1865 wraz z żoną odkupił od Wiktorii Lewińskiej majątek Olszowa, gdzie spędził resztę życia, pracując jeszcze jako ławnik i zastępca sędziego gminnego. Zmarł 15 czerwca 1880 i został pochowany na cmentarzu parafialnym w Ujeździe.

## Upamiętnienie
Nagrobek Janczewskiego na cmentarzu w Ujeździe, istniejący jeszcze w r. 1935 nie zachował się.
W 2014 w Dobarzu odsłonięto kamień z tablicą poświęconą jego pamięci.